# Gynacantha mexicana
Gynacantha mexicana är en trollsländeart som beskrevs av Selys 1868. Gynacantha mexicana ingår i släktet Gynacantha och familjen mosaiktrollsländor. Inga underarter finns listade i Catalogue of Life.